# شيلوناوية
الشيلوناوية (الاسم العلمي: Cheloneae) هي قبيلة من النباتات تتبع فصيلة الحملية من الرتبة الشفويات.

## أجناس
- الشيلون ل(الاسم العلمي:Chelon) وهو الجنس النموذجي لهذه القبيلة